# Canavaggia
Canavaggia (en corso Canavaghja) es una comuna y población de Francia, en la región de Córcega, departamento de Alta Córcega.
Su población en el censo de 1999 era de 98 habitantes.

## Demografía
| 106 | 124 | 111 | 100 | 77 | 98 |
| Para los censos de 1962 a 1999 la población legal corresponde a la población sin duplicidades (Fuente: INSEE [Consultar]) |     |     |     |    |    |